# Revenge (Schiff, 1577)
Die Revenge war ein frühneuzeitliches Segelschiff, das sich in den Schiffstyp Galeone einordnen lässt und unter englischer Flagge segelte.

## Aufbau
Das Bugkastell der 1577 vom Stapel gelaufenen Revenge schloss mit dem Schiffskörper ab. Auf den Steven aufgesetzt war ein lang gezogener Scheg, der nach dem Bugspriet spitz abschloss. Das Schiff hatte zwei Batteriedecks.

## Geschichte
Die Revenge stand 1588 unter dem Befehl von Sir Francis Drake. Am 20. Juli 1588 erhielt dieser den Auslaufbefehl von Lord Charles Howard of Effingham, dem damaligen Befehlshaber der englischen Flotte, um die Spanische Armada zu bekämpfen, die sich der englischen Küste näherte – Spanien und England befanden sich im Krieg und der spanische König Philipp II. hatte die Armada mit Invasionsintention nach England entsandt.
In der darauf folgenden Nacht führte die Revenge die englische Flotte in den Ärmelkanal in Richtung feindliche Linien – sie war das einzige Schiff, das ihre Hecklaterne oberhalb des Heckspiegels entzündet hatte – die anderen Schiffe folgten der Laterne. Howard, der mit seinem Flaggschiff das Leitsignal zeitweise aus den Augen verlor, konnte dieses später wieder aufnehmen, wunderte sich jedoch, als er irgendwann das das Leitsignal tragende Schiff nicht als Revenge, sondern als gegnerisches Flaggschiff San Martin identifizieren musste. Nur eine schlagartige Flucht in die eigenen Reihen konnte eine Auseinandersetzung und mögliche Gefangennahme verhindern. Drake hatte somit nachts sein Leitsignal absichtlich gelöscht, damit er ein tags zuvor beschädigtes Schiff der Spanier, die Galeone Rosario im Alleingang als Prise nehmen konnte. Dies brachte ihm 45.000 Golddukaten ein.
Am 25. Juli 1588 setzte Drake seinen ursprünglichen Auftrag fort und kreuzte mit der Flotte vor der Isle of Wight. Am 8. August 1588 erreichte die englische Flotte den Hafen von Calais. In der entscheidenden Seeschlacht von Gravelines gelang es der Revenge zusammen mit dem Rest der englischen Flotte, die im Hafen von Calais ankernde spanische Armada anzugreifen. Diese versuchte einen Durchbruch durch die englischen Linien und konnte schließlich schwer angeschlagen in Richtung Norden flüchten – das Invasionsvorhaben war somit gescheitert. Die Revenge konnte zurück nach England segeln.
1590 war die Revenge dann das Flaggschiff von Vizeadmiral Richard Grenville, der unter Admiral Howard den Auftrag erhielt, die spanische Silberflotte bei den Azoren zu attackieren. Der britische Verband stieß am 30. August 1591 bei Flores auf 53 spanische Schiffe. Im nachfolgenden Gefecht musste die Besatzung der Revenge angesichts der Übermacht des Gegners schließlich kapitulieren. Die Revenge wurde von einem spanischen Prisenkommando übernommen. Dabei geriet sie mit 16 anderen Schiffen in einen Sturm, wurde auf einen Felsen vor der Insel Terceira geworfen und sank. Grenville war in der Seeschlacht verwundet worden, er starb am 10. September 1591 in Gefangenschaft auf dem Flaggschiff des spanischen Admirals Alonso de Bazán auf hoher See.

## Dichtung und Musik
Zur letzten Schlacht des Schiffes hat Alfred Lord Tennyson die Ballade The Revenge, a Ballad of the Fleet geschrieben. Sie wurde von Charles Villiers Stanford für vierstimmigen Chor und Orchester vertont.
Auch das Lied Lord Grenville von Al Stewart bezieht sich auf diese letzte Schlacht der Revenge.